# Campionati del mondo di ciclismo su pista 2021 - Velocità a squadre maschile
La gara di velocità a squadre maschile ai Campionati del mondo di ciclismo su pista 2021 si è svolta il 20 ottobre 2021.

## Podio
| Pos.    | Atleta      | Nazionalità                                        |
| ------- | ----------- | -------------------------------------------------- |
| Oro     | Paesi Bassi | Roy van den Berg Harrie Lavreysen Jeffrey Hoogland |
| Argento | Francia     | Florian Grengbo Sébastien Vigier Rayan Helal       |
| Bronzo  | Germania    | Nik Schröter Stefan Bötticher Joachim Eilers       |

## Risultati

### Qualificazioni
I migliori 8 tempi si qualificano per il primo turno.
| Posizione | Nazione               | Atleti                                                          | Tempo  | Gap    | Note |
| --------- | --------------------- | --------------------------------------------------------------- | ------ | ------ | ---- |
| 1         | Paesi Bassi           | Roy van den Berg Harrie Lavreysen Jeffrey Hoogland              | 42.690 |        | Q    |
| 2         | Francia               | Florian Grengbo Sébastien Vigier Rayan Helal                    | 42.965 | +0.275 | Q    |
| 3         | Germania              | Nik Schröter Stefan Bötticher Joachim Eilers                    | 43.251 | +0.561 | Q    |
| 4         | Gran Bretagna         | Alistair Fielding Hamish Turnbull Joseph Truman                 | 43.467 | +0.777 | Q    |
| 5         | Fed. Ciclistica Russa | Ivan Gladyshev Alexander Sharapov Pavel Yakushevskiy            | 43.860 | +1.170 | Q    |
| 6         | Polonia               | Mateusz Miłek Mateusz Rudyk Rafał Sarnecki                      | 43.898 | +1.208 | Q    |
| 7         | Canada                | Ryan Dodyk Nick Wammes Hugo Barrette                            | 43.986 | +1.296 | Q    |
| 8         | Giappone              | Yuta Obara Kohei Terasaki Kento Yamasaki                        | 44.414 | +1.724 | Q    |
| 9         | Rep. Ceca             | Matěj Bohuslávek Dominik Topinka Robin Wagner                   | 44.651 | +1.961 |      |
| 10        | Kazakistan            | Sergey Ponomaryov Dmitriy Rezanov Andrey Chugay                 | 45.340 | +2.650 |      |
| 11        | Spagna                | Alejandro Martínez Chorro Juan Peralta Gascon Ekain Jiménez     | 45.460 | +2.770 |      |
| 12        | India                 | Jemsh Singh Keithellakpam Rojit Singh Yanglem Ronaldo Laitonjam | 45.469 | +2.779 |      |
| 13        | Ucraina               | Mykhaylo-Yaroslav Dydko Bohdan Danylchuk Vladyslav Denysenko    | 46.135 | +3.445 |      |

### Primo turno
I migliori 2 tempi si qualificano alla finale per l'oro, il terzo e quarto tempo alla finale per il bronzo.
| Posizione | Batteria | Nazione               | Atleti                                               | Tempo  | Gap    | Note |
| --------- | -------- | --------------------- | ---------------------------------------------------- | ------ | ------ | ---- |
| 1         | 1        | Fed. Ciclistica Russa | Ivan Gladyshev Alexander Sharapov Pavel Yakushevskiy | 43.380 |        | q    |
| 1         | 2        | Gran Bretagna         | Alistair Fielding Hamish Turnbull Joseph Truman      | 43.395 | +0.015 |      |
| 2         | 1        | Germania              | Stefan Bötticher Marc Jurczyk Nik Schröter           | 43.300 |        | q    |
| 2         | 2        | Polonia               | Mateusz Miłek Daniel Rochna Mateusz Rudyk            | 43.623 | +0.323 |      |
| 3         | 1        | Francia               | Florian Grengbo Rayan Helal Sébastien Vigier         | 42.467 |        | Q    |
| 3         | 2        | Canada                | Hugo Barrette Ryan Dodyk Nick Wammes                 | 43.784 | +1.317 |      |
| 4         | 1        | Paesi Bassi           | Jeffrey Hoogland Harrie Lavreysen Roy van den Berg   | 42.301 |        | Q    |
| 4         | 2        | Giappone              | Yuta Obara Kohei Terasaki Kento Yamasaki             | 44.164 | +1.863 |      |

### Finali
| Posizione            | Nazione               | Atleti                                               | Tempo  | Gap    | Note |
| -------------------- | --------------------- | ---------------------------------------------------- | ------ | ------ | ---- |
| Finale per l'oro     |                       |                                                      |        |        |      |
| 1                    | Paesi Bassi           | Roy van den Berg Harrie Lavreysen Jeffrey Hoogland   | 41.979 |        |      |
| 2                    | Francia               | Florian Grengbo Sébastien Vigier Rayan Helal         | 42.550 | +0.571 |      |
| Finale per il bronzo |                       |                                                      |        |        |      |
| 3                    | Germania              | Nik Schröter Stefan Bötticher Joachim Eilers         | 43.141 |        |      |
| 4                    | Fed. Ciclistica Russa | Ivan Gladyshev Alexander Sharapov Pavel Yakushevskiy | 43.717 | +0.676 |      |